# Droga Przyjaźni Polsko-Czeskiej
Droga Przyjaźni Polsko-Czeskiej (cz. Cesta česko-polského přátelství) – szlak turystyczny o długości 27,7 km, oznakowany kolorem czerwonym, prowadzący głównym grzbietem Karkonoszy – na przemian po polskiej i czeskiej (dawniej czechosłowackiej) stronie granicy.

## Historia

### Szczyty Karkonoszy jako obiekt turystyczny
Do czasów średniowiecza najwyższe partie Karkonoszy były obszarem nietkniętym przez człowieka, a wyprawy odbywały się sporadycznie, najczęściej byli to pasterze bydła lub poszukiwacze złota, głównie Walończycy. W XVII wieku wyprawy na szczyty karkonoskie stały się powszechne, choć przybierały formę indywidualnych wypadów; w ten sposób na Śnieżkę wszedł m.in. Johann Wolfgang von Goethe. Jest to również okres budowy w górnych partiach bud pasterskich, z niektórych wyewoluowały później schroniska turystyczne. Początki zorganizowanej masowej turystyki w te rejony notuje się w XIX w., zwłaszcza po wybudowaniu linii kolejowej do Jeleniej Góry, Karpacza i Szklarskiej Poręby. Okres rewolucji przemysłowej to również przyśpieszony rozwój turystyki i wycieczek. W tym właśnie czasie ostatecznie ukształtowała się sieć dróg w wysokim paśmie Karkonoszy. Budowano je po obu stronach granicy, głównie działające w ówczesnym czasie kluby karkonoskie Riesengebirgenverein. Przed II wojną światową Karkonosze były celem turystyki masowej.

### Historia szlaku
Szlak, istniejący w terenie i wytyczony już w II połowie XIX w. został uruchomiony 16 czerwca 1961 na mocy polsko-czechosłowackiej konwencji turystycznej jako Droga Przyjaźni Polsko-Czechosłowackiej (Cesta československo-polského přátelství). Dzięki jego otwarciu turystom polskim udostępniono czeskie Karkonosze, a turystom czeskim – polskie oraz zachodnią część ziemi kłodzkiej i Jezioro Otmuchowskie. Wycieczki do Czech obwarowane były jednak licznymi ograniczeniami.
W latach 70. i 80. XX wieku, w rejonie Drogi Przyjaźni odbywały się nielegalne spotkania opozycji polskiej z czechosłowacką (m.in. pierwsze spotkanie Jacka Kuronia z Vaclavem Havlem w 1978). Od 13 grudnia 1981 – w związku z wprowadzeniem stanu wojennego – Droga Przyjaźni została zamknięta. Na Śnieżkę wchodziło się wyłącznie z przewodnikiem, zaakceptowanym przez lokalne wojsko i milicję. Ruch na jej całej długości przywrócono w 1984. Dochodziło również do drobnych incydentów na szczeblu międzynarodowym; Czesi uważali, że droga ingeruje w ich terytorium w niektórych miejscach o 2 metry za głęboko (sic!). Po rozpadzie systemu komunistycznego, na szlaku pojawiły się małe przejścia graniczne.
Od 1993, po rozpadzie Czechosłowacji i powstaniu Republiki Czeskiej, szlak zmienił nazwę na Drogę Przyjaźni Polsko-Czeskiej. Nazwa ta wystąpiła również w oficjalnej umowie między Rzecząpospolitą Polską a Republiką Czeską o współpracy w sprawach granicznych, która została sporządzona w Pradze 25 maja 1999.

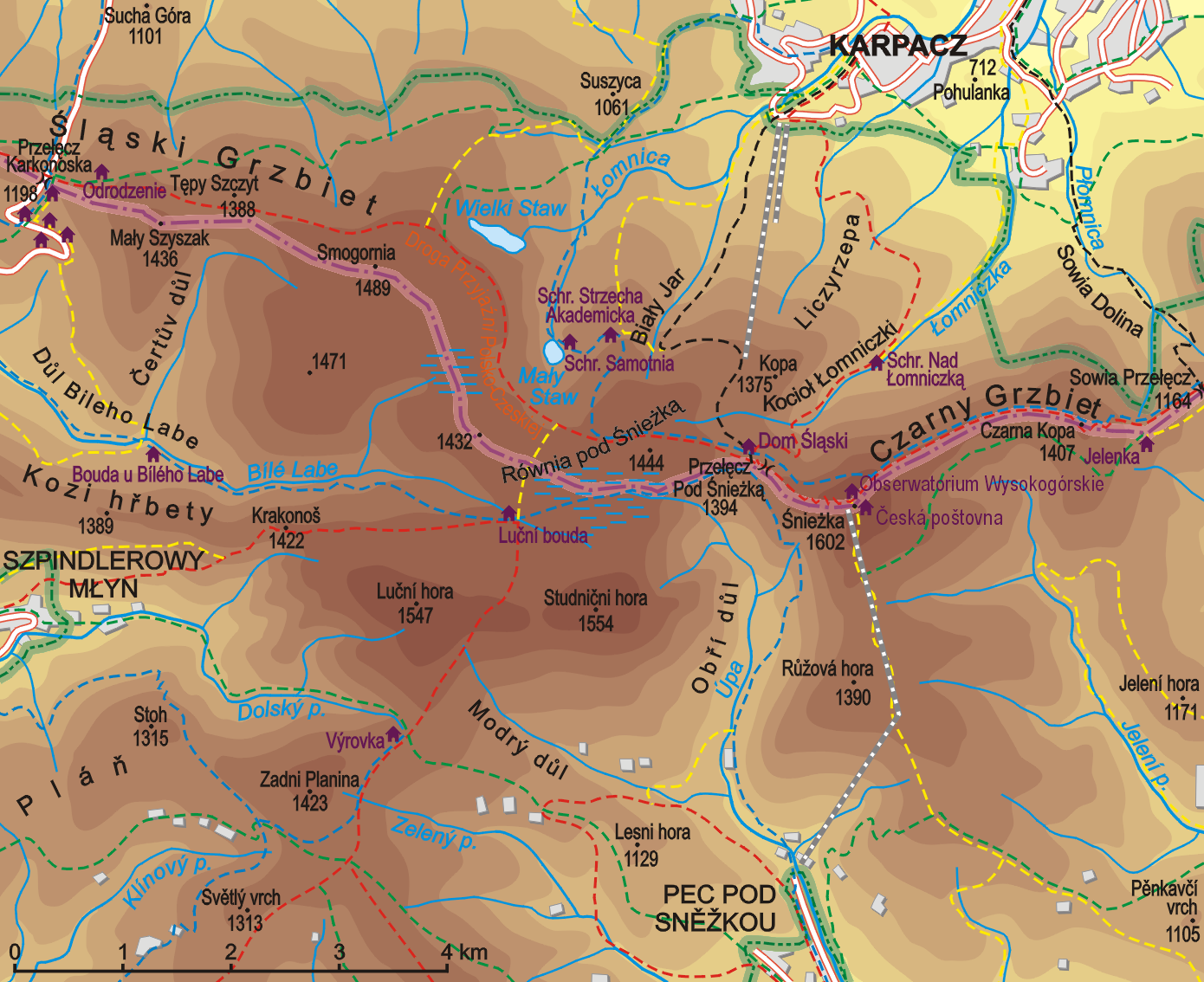
"Droga Przyjaźni", odcinek od Przełęczy Karkonoskiej w Śląskim Grzbiecie na zachodzie przez Śnieżkę do Przełęczy Sowiej w Czarnym Grzbiecie na wschodzie (oznaczony czerwonym szlakiem)

## Pogoda i klimat
Pogoda w szczytowych partiach Karkonoszy jest bardziej zmienna niż w niższych partiach, jak również mniej korzystna dla turystów. Oba skrajne szczyty – Szrenica i Śnieżka są pokryte mgłą przez ponad pół roku: zamglenie na Szrenicy utrzymuje się przez 264 dni, na Śnieżce odpowiednio 296. Średnia roczna temperatura dla Szrenicy wynosi +1.9 °C,dla Śnieżki +0.2 °C. Szczyt Śnieżki jest pochmurny przez 190 dni w roku i jest to najwyższy wskaźnik w Polsce. Na Śnieżce występują tylko trzy dni bezwietrzne w roku, a wiatry są często pochodzenia fenowego.

## Przebieg
Droga Przyjaźni rozpoczyna się na Szrenicy, następnie przebiega nad Śnieżnymi Kotłami, przez Czarną Przełęcz, Śląskie Kamienie, Przełęcz Karkonoską, Słonecznik, Schronisko Górskie „Dom Śląski”, Śnieżkę, Czarną Kopę, Przełęcz Sowią do Przełęczy Okraj. Na odcinku: Szrenica – Schronisko Górskie „Dom Śląski” pokrywa się z Głównym Szlakiem Sudeckim.
Mapa szlaku online: link

## Dawne turystyczne przejścia graniczne
Przed wejściem Polski i Czech do układu z Schengen (21 grudnia 2007), który zniósł kontrolę osób przekraczających granice, na Drodze Przyjaźni istniały turystyczne przejścia graniczne (piesze, narciarskie, rowerowe). Były to:
- Szrenica-Vosecká bouda (Tvarožnik),
- Przesieka-Špindlerův Mlýn (na Przełęczy Karkonoskiej przy schronisku PTTK „Odrodzenie” i hotelu Špindlerova bouda),
- Równia pod Śnieżką-Luční bouda,
- Śląski Dom-Luční bouda,
- Sowia Przełęcz-Soví Sedlo (Jelenka).

Prócz tego na szlaku istniało jedno przejście drogowe:
- Przełęcz Okraj-Pomezní Boudy.

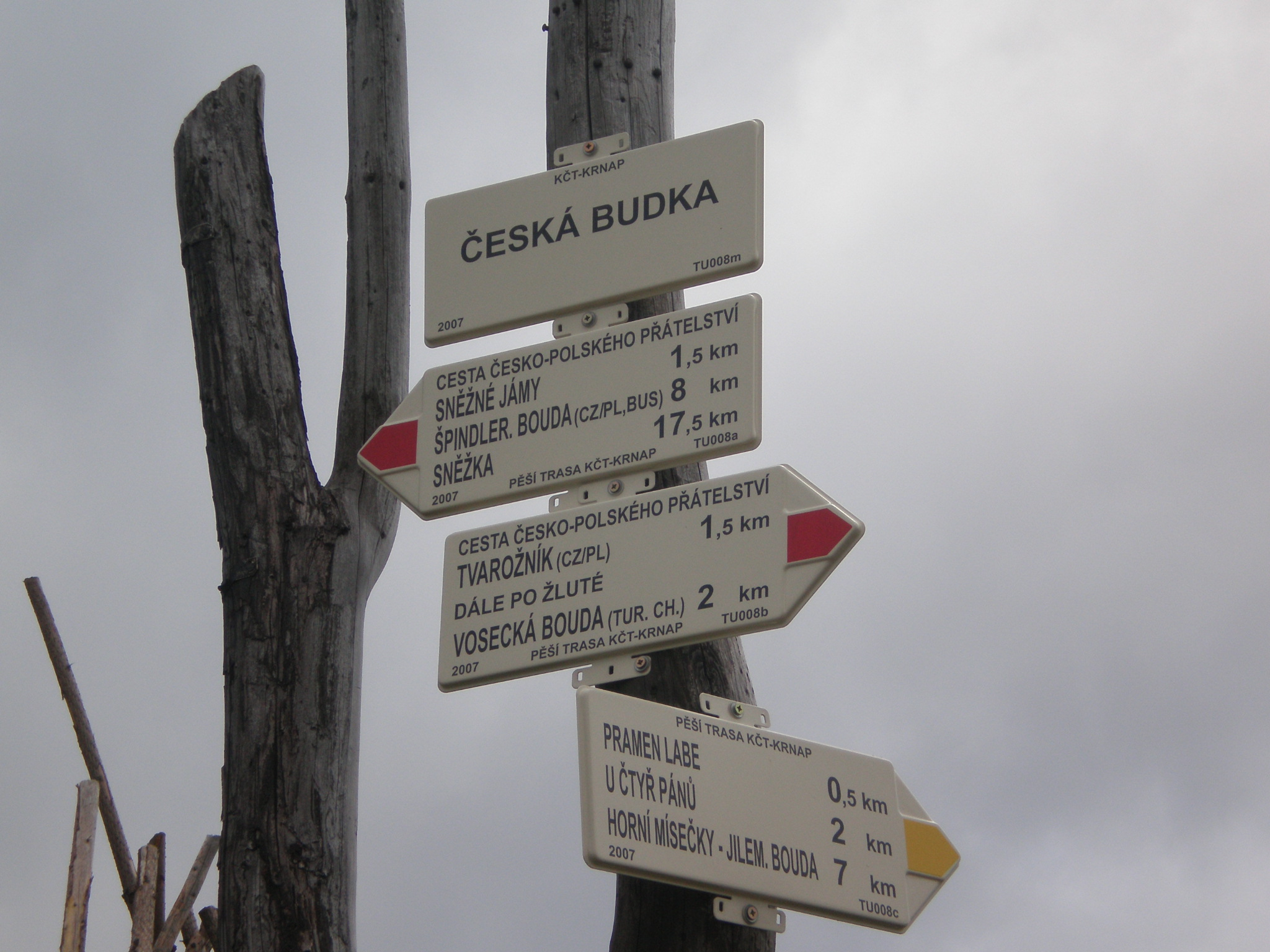
Tabliczki trasy na przystanku Česká Budka
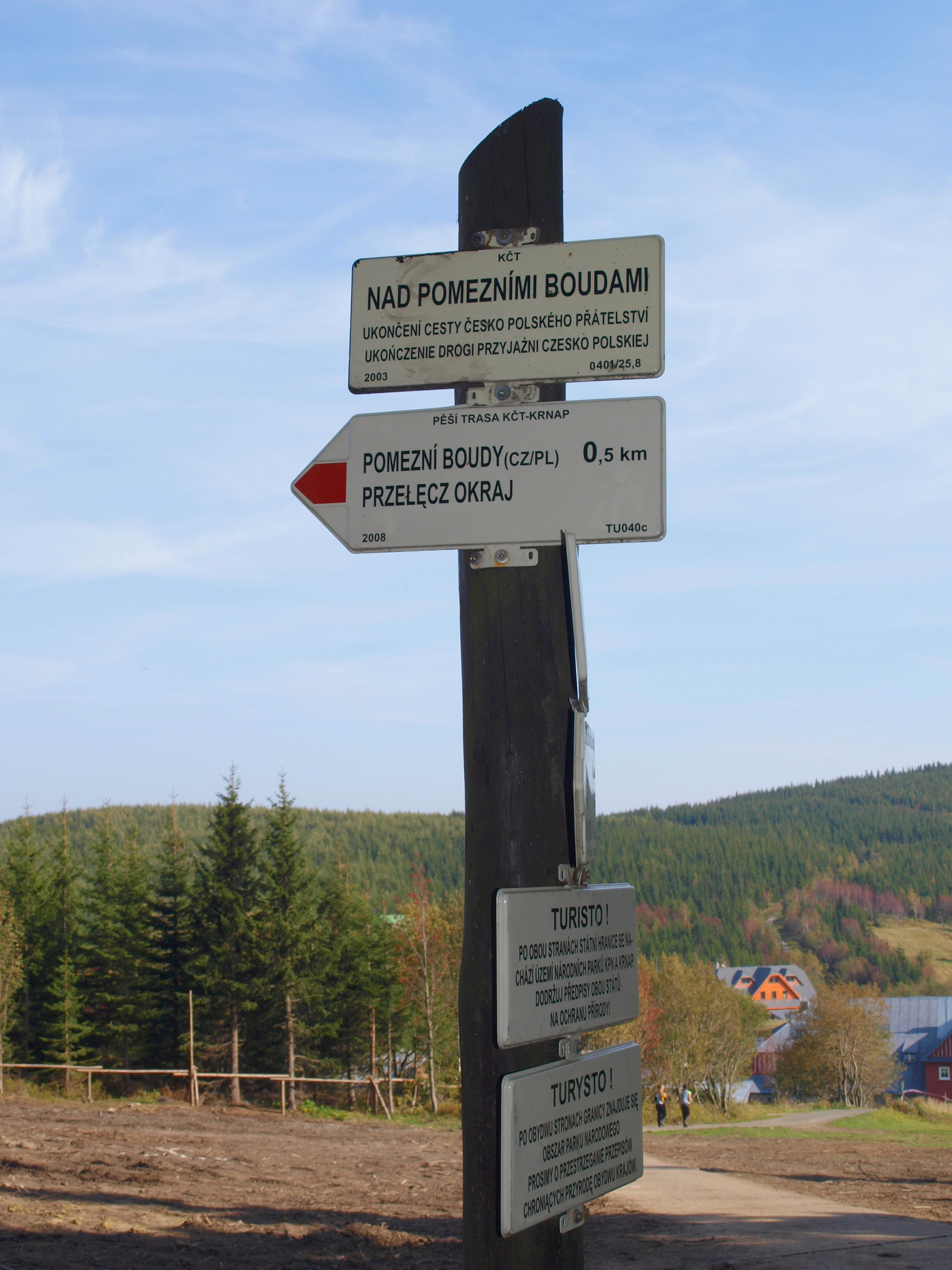
Tabliczka końca trasy w Pomezní Boudy (Przełęcz Okraj)